# Sigurður Grétarsson
Sigurður Grétarsson, né le 2 mai 1962 à Reykjavik en Islande, est un footballeur international islandais actif de 1979 à 2000 au poste d'attaquant, avant de devenir entraîneur. Il est le grand frère d'Arnar Grétarsson. 
Il compte 46 sélections pour 8 buts en équipe nationale entre 1980 et 1992.

## Biographie

### Équipe nationale
Sigurður Grétarsson est convoqué pour la première fois par le sélectionneur national Guðni Kjartansson pour un match amical face à la Norvège le 14 juillet 1980. Il entre à la 60e minute à la place d'Árni Sveinsson (défaite 3-1). Lors de sa sixième sélection, le 1er août 1982, il marque son premier doublé en équipe d'Islande lors d'un match amical face aux îles Féroé (victoire 4-1) et un jour plus tard, il marque son deuxième doublé en sélection une nouvelle fois contre les îles Féroé (victoire 4-0). 
Il reçoit sa dernière sélection, contre la Russie à Moscou, le 14 octobre 1992, où l'Islande perd par 1 à 0. Il est à huit reprises le capitaine de l'équipe d'Islande.
Il compte 46 sélections et 8 buts avec l'équipe d'Islande entre 1980 et 1992.

## Palmarès

### En club
- Avec l'Breiðablik Kopavogur :
  - Champion d'Islande de D2 en 1979 et 1998

- Avec le FC Lucerne :
  - Champion de Suisse en 1989

- Avec le Grasshopper Zurich :
  - Champion de Suisse en 1991

## Statistiques

### Statistiques en club
| Saison                | Club                   | Championnat           | Championnat | Championnat | Coupe(s) nationale(s) | Coupe(s) nationale(s) | Compétition(s) continentale(s) | Compétition(s) continentale(s) | Compétition(s) continentale(s) | Islande | Islande | Total | Total |
| Saison                | Club                   | Division              | M.          | B.          | M.                    | B.                    | Comp.                          | M.                             | B.                             | M.      | B.      | M.    | B.    |
| 1979                  | Breiðablik             | 2. deild              | 18          | 15          | -                     | -                     | -                              | -                              | -                              | -       | -       | 18    | 15    |
| 1980                  | Breiðablik             | 1. deild              | 16          | 9           | -                     | -                     | -                              | -                              | -                              | 1       | 0       | 17    | 9     |
| 1980 - 1981           | FC Hombourg            | 2. Bundesliga         | 17          | 4           | -                     | -                     | -                              | -                              | -                              | 2       | 0       | 19    | 4     |
| 1981                  | Breiðablik             | 1. deild              | 8           | 2           | -                     | -                     | -                              | -                              | -                              | -       | -       | 8     | 2     |
| 1982                  | Breiðablik             | 1. deild              | 16          | 7           | -                     | -                     | -                              | -                              | -                              | 6       | 4       | 22    | 11    |
| 1983                  | Breiðablik             | 1. deild              | 16          | 12          | -                     | -                     | -                              | -                              | -                              | 2       | 0       | 18    | 12    |
| 1983 - 1984           | Tennis Borussia Berlin | Oberliga              | -           | -           | -                     | -                     | -                              | -                              | -                              | 1       | 0       | 1     | 0     |
| 1984 - 1985           | Iraklis Thessalonique  | Alpha Ethniki         | 26          | 10          | -                     | -                     | -                              | -                              | -                              | 4       | 0       | 30    | 10    |
| 1985 - 1986           | FC Lucerne             | Ligue Nationale A     | 29          | 15          | -                     | -                     | -                              | -                              | -                              | 2       | 0       | 31    | 15    |
| 1986 - 1987           | FC Lucerne             | Ligue Nationale A     | 12          | 6           | -                     | -                     | -                              | -                              | -                              | 1       | 0       | 13    | 6     |
| 1987 - 1988           | FC Lucerne             | Ligue Nationale A     | 24          | 8           | -                     | -                     | -                              | -                              | -                              | -       | -       | 24    | 8     |
| 1988 - 1989           | FC Lucerne             | Ligue Nationale A     | 28          | 8           | -                     | -                     | -                              | -                              | -                              | 6       | 1       | 34    | 9     |
| 1989 - 1990           | FC Lucerne             | Ligue Nationale A     | 30          | 9           | -                     | -                     | C1                             | 2                              | 0                              | 5       | 0       | 37    | 9     |
| 1990 - 1991           | Grasshopper Zurich     | Ligue Nationale A     | 22          | 2           | -                     | -                     | C1                             | 2                              | 0                              | 8       | 1       | 32    | 3     |
| 1991 - 1992           | Grasshopper Zurich     | Ligue Nationale A     | 29          | 3           | -                     | -                     | -                              | -                              | -                              | 5       | 2       | 34    | 5     |
| 1992 - 1993           | Grasshopper Zurich     | Ligue Nationale A     | 14          | 0           | -                     | -                     | C3                             | 2                              | 0                              | 3       | 0       | 19    | 0     |
| 1996                  | Valur Reykjavik        | 1. deild              | 11          | 2           | -                     | -                     | -                              | -                              | -                              | -       | -       | 11    | 2     |
| 1998                  | Breiðablik             | 1. deild              | 15          | 3           | -                     | -                     | -                              | -                              | -                              | -       | -       | 15    | 3     |
| 1999                  | Breiðablik             | Úrvalsdeild           | 12          | 1           | -                     | -                     | -                              | -                              | -                              | -       | -       | 12    | 1     |
| 2000                  | Breiðablik             | Úrvalsdeild           | 4           | 0           | -                     | -                     | -                              | -                              | -                              | -       | -       | 4     | 0     |
| Total sur la carrière | Total sur la carrière  | Total sur la carrière | 436         | 116         | -                     | -                     | -                              | 6                              | 0                              | 46      | 8       | 488   | 124   |

### Buts en sélection
Le tableau suivant liste tous les buts inscrits par Sigurður Grétarsson avec l'équipe d'Islande.